# Buccochromis heterotaenia
Buccochromis heterotaenia è una specie di pesci della famiglia dei Ciclidi. Vive in Malawi, Mozambico, e Tanzania. Il suo habitat naturale sono i laghi d'acqua dolce.